# Marasmius bellus
Marasmius bellus är en svampart som beskrevs av Berk. 1856. Marasmius bellus ingår i släktet Marasmius och familjen Marasmiaceae.   Inga underarter finns listade i Catalogue of Life.